# Valeria Fedeli
Valeria Fedeli (Treviglio, 29 luglio 1949) è una politica e sindacalista italiana.
Senatrice del Partito Democratico dalla XVII legislatura, dal 21 marzo 2013 al 12 dicembre 2016 ha rivestito la carica di vicepresidente del Senato con funzioni vicarie per poi essere nominata ministra dell'istruzione, dell'università e della ricerca nel governo Gentiloni.

## Biografia
Dopo il diploma della scuola magistrale (triennale) di abilitazione all'insegnamento nella scuola materna, consegue nel 1971 il diploma di assistente sociale (triennale). Incomincia a lavorare come maestra di scuola dell'infanzia presso il Comune di Milano, assumendo il 7º livello professionale; successivamente, viene nominata delegata della FLELS (Federazione lavoratori enti locali sanità, poi confluita nella FP - Funzione Pubblica) della CGIL presso l'amministrazione comunale di Milano dal 1974 al 1979, anno in cui viene distaccata presso la segreteria milanese della FLELS-CGIL.
Nel 1982 si trasferisce a Roma per lavorare alla segreteria nazionale dei sindacato dei lavoratori del pubblico impiego, dove ricopre l'incarico di responsabile del coordinamento delle donne del pubblico impiego, e poi del settore tessile. 
Nel 1994 entra a far parte della Direzione nazionale della CGIL, ricevendo l'incarico di costituire la nuova categoria del Sindacato lavoratori della comunicazione (SLC-CGIL).
Nel 1996 entra a far parte della segreteria nazionale della FILTEA-CGIL (Federazione italiana lavoratori tessili abbigliamento cuoio calzature), di cui è segretaria generale della categoria dal 2000 fino al 2010; successivamente alla fusione nella FILTEA nella FILCTEM-CGIL, ne diventa la vice-segretaria generale. 
Dal 2001 al 2012 è stata presidente del sindacato tessile europeo (FSE:THC) e nel 2012 diviene vicepresidente della EIWF – European Industrial Workers Federation (Federazione europea dei lavoratori dell'industria). Poco prima di dedicarsi alla politica, viene nominata vicepresidente della Federconsumatori dal novembre 2012 al gennaio 2013.
Nel febbraio 2011, durante il cosiddetto scandalo Rubygate che coinvolse Silvio Berlusconi, Valeria Fedeli fu tra le fondatrici del comitato femminista Se non ora, quando? per denunciare il "modello degradante ostentato da una delle massime cariche dello Stato, lesivo della dignità delle donne e delle istituzioni".
Nel 2017 le è stato attribuito alla Camera dei deputati il premio America della Fondazione Italia USA.
Nel 2018 entra a far parte del CdA della Fondazione Giovanni Agnelli.

## Carriera politica

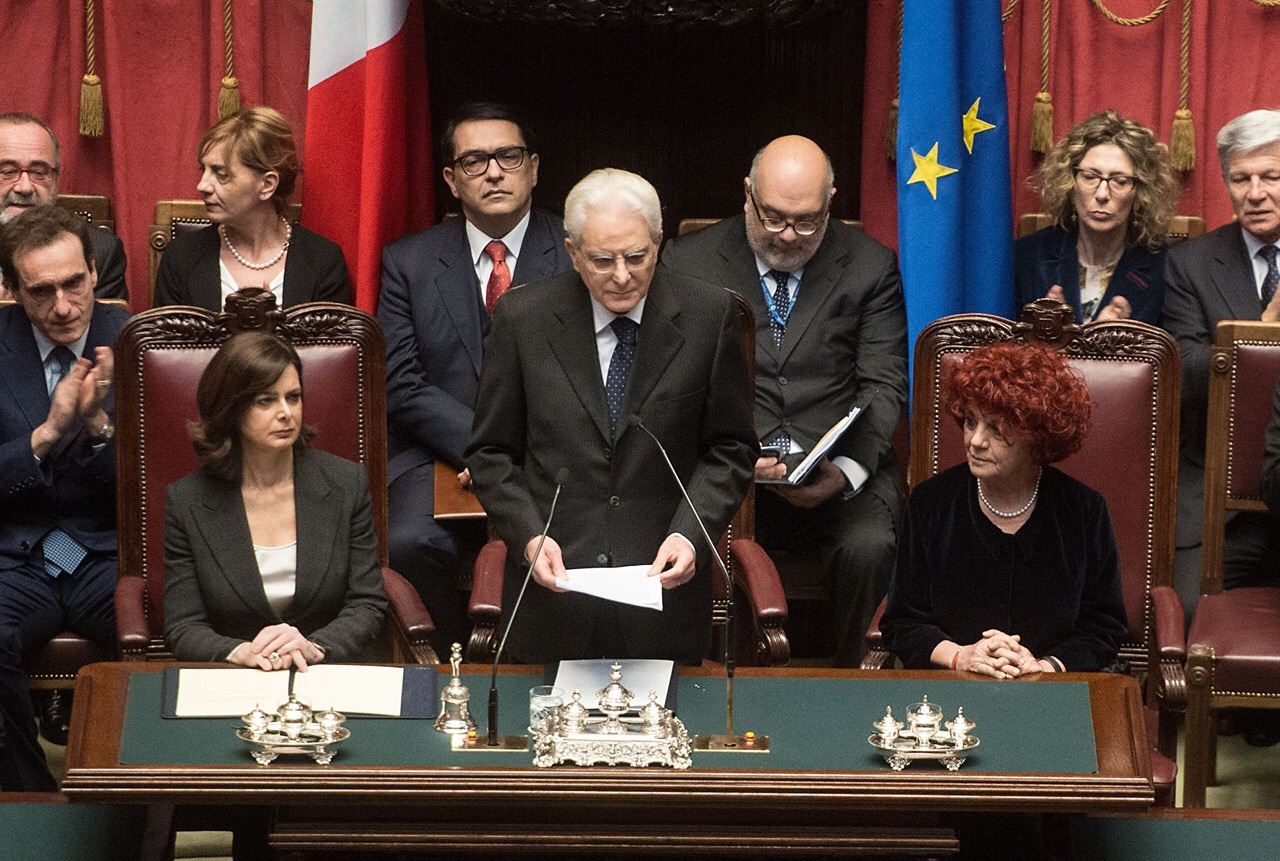
Valeria Fedeli, seduta a destra, nel ruolo di presidente supplente del Senato, durante il discorso d'insediamento di Sergio Mattarella (2015)

Nel 2012 lascia il sindacato per candidarsi in parlamento e nel gennaio 2013 è capolista in Toscana del PD per il Senato della Repubblica.
Eletta senatrice nelle elezioni politiche del 2013, il 21 marzo 2013 è eletta Vicepresidente del Senato della Repubblica per il PD, con funzione vicaria in quanto ha ottenuto il maggior numero di preferenze, pari a 134 voti. Siede inoltre nella IV commissione Difesa del Senato.
Tra i vari disegni di legge presentati come primo firmatario si ricorda quello per l'istituzione di una Commissione parlamentare sul fenomeno dei femminicidi, che raccolse tra i confirmatari l'appoggio di molti esponenti di forze politiche anche di opposizione. 
In qualità di vicepresidente vicaria, assume le funzioni di Presidente del Senato dal 14 gennaio al 3 febbraio 2015, per tutta la durata della supplenza di Pietro Grasso, chiamato temporaneamente a svolgere il ruolo di Presidente supplente della Repubblica Italiana. In questa funzione coadiuva la presidente della Camera Laura Boldrini nella conduzione dei lavori del Parlamento in seduta comune per l'elezione del Presidente della Repubblica Italiana, che porta alla presidenza Sergio Mattarella. È la prima volta nella storia repubblicana che lo scranno presidenziale è presieduto da due donne in qualità rispettivamente di presidente della Camera dei Deputati e vicepresidente vicario del Senato della Repubblica.
Dal 12 dicembre 2016 riveste la carica di ministro dell'istruzione, dell'università e della ricerca del Governo Gentiloni. Fra le sue proposte nel 2018 vi furono quella del divieto di usare i cellulari nelle scuole e quella di estendere l'insegnamento della filosofia agli istituti tecnici.
Alle elezioni politiche del 2018 è ricandidata al Senato della Repubblica, nel collegio uninominale di Pisa sostenuta dalla coalizione di centro-sinistra, venendo sconfitta dalla candidata del centro-destra Rosellina Sbrana. Viene comunque rieletta Senatrice in virtù della candidatura nelle liste proporzionali Partito Democratico in Campania.
Alle elezioni politiche del 2022 non viene ricandidata.

## Polemiche e controversie

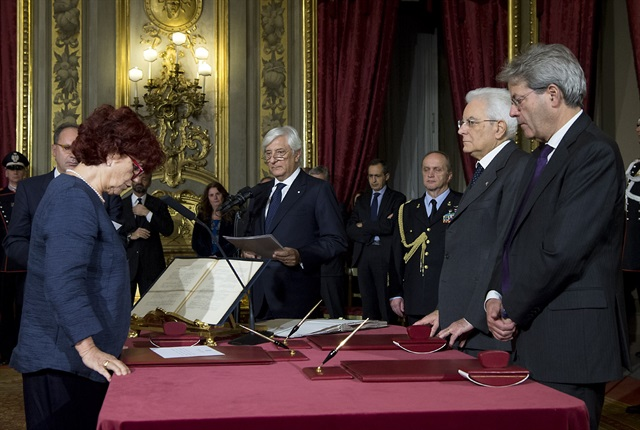
Valeria Fedeli giura come ministro dell'istruzione il 12 dicembre 2016 davanti a Sergio Mattarella e Paolo Gentiloni

La candidatura di Valeria Fedeli alle elezioni politiche del 2013 quale capolista del Senato in Toscana del Partito Democratico venne criticata dal Movimento 5 Stelle, dal momento che la sindacalista all'epoca non abitava in Toscana, sebbene avesse svolto attività sindacale per il settore tessile in alcune province toscane (il marito Achille Passoni, all'epoca senatore del PD, aveva preso parte alle primarie per la scelta dei parlamentari del partito in Toscana).
Con la nomina a ministro viene investita da una polemica mediatica, scaturita in seguito a dichiarazioni su Facebook di Mario Adinolfi, poiché nella biografia del sito web personale aveva dichiarato di aver conseguito il diploma di laurea in scienze sociali presso la scuola per assistenti sociali di Milano (specificando l'afferenza all'Unione Nazionale per le Scuole di Assistenti Sociali) in un periodo in cui era istituito il diploma in servizio sociale, titolo professionale riconosciuto in Italia equipollente alla laurea ai soli fini dell'esercizio della professione di assistente sociale.
Contestualmente, lo stesso Adinolfi, principale fautore dei family day (le manifestazioni in difesa dei valori tradizionali cattolici della famiglia), manifesta anche la preoccupazione per la divulgazione della presunta ideologia gender a scuola, in considerazione dello storico impegno di Fedeli in materia di politiche di genere, intese come politiche di uguaglianza dei diritti per uomini e donne.
Successivamente Adinolfi contesta alla Fedeli anche di non aver conseguito il diploma di istruzione secondaria superiore, avendo conseguito il diploma di abilitazione all'insegnamento nelle scuole materne (ora scuola per l'infanzia), titolo di studio magistrale istituito negli ordinamenti di studio italiani di scuole magistrali di durata triennale vigenti fino al 1997.
Tale titolo di studio è riconosciuto in Italia come di istruzione secondaria superiore, ma non consente il proseguimento degli studi universitari (nel previgente ordinamento di studio dava accesso alla formazione per le professioni sanitarie, sociali e educative, come alle scuole per infermieri, assistenti sociali e educatori professionali).

## Vita privata
È sposata con l'ex senatore del PD Achille Passoni e vive a Roma.

## Opere
- Il futuro è di tutti, ma è uno solo: i cambiamenti del mondo vissuti da una sindacalista pragmatica, Ediesse editore, 2011,  p. 168, ISBN 978-88-230-1492-3.